# Josu Aizpurua
Josu Mirena Aizpurua San Nicolás (Bilbao, 1946) es un ex-político de ideología independentista vasca. Fue secretario general de Acción Nacionalista Vasca (ANV) y parlamentario vasco por Herri Batasuna.

## Biografía
En su juventud fue un militante antifranquista. Se formó como técnico de organización de empresas y trabajó como directivo de una empresa cooperativa. 
Aizpurua fue un militante de  ANV durante el periodo de la Transición española. Formó parte de la candidatura de ANV en las elecciones Generales de 1977. 
En 1978 ANV se integró en la coalición electoral Herri Batasuna (HB). Ese año se produjeron diversas tensiones entre Gonzalo Nárdiz, representante de ANV en el Gobierno Vasco en el exilio, y la dirección del partido, que solicitaba su dimisión y su sustitución por Aizpurua.
Tras el apoyo electoral que obtuvo Herri Batasuna en las elecciones forales y municipales de 1979 se desató un enfrentamiento abierto en el seno de la coalición entre los diversos grupos que la formaban, de los cuales los dos únicos partidos políticos legales eran ANV y Partido Socialista Vasco (ESB-PSV). Dentro de la coalición coexistían sin embargo otros grupos alegales como Langile Abertzale Iraultzaileen Alderdia (LAIA) o Herri Alderdi Sozialista Iraultzailea (HASI), e independientes.
LAIA y ESB trataron de obtener la adhesión de ANV a sus planes para quedarse con las siglas de HB y marginar a los miembros de HASI, partidarios de la Alternativa KAS y mayoritarios en la coalición.
En el V Congreso de ANV, celebrado en julio de 1979, chocaron las dos corrientes internas de ANV, la que era más bien fiel a los principios tradicionales e históricos del partido; y la más partidaria de HASI y de la Alternativa KAS. Tras la dimisión del hasta entonces secretario general de ANV, Valentín Solagaistua, fue elegido Josu Aizpurua secretario general del partido. Bajo la dirección de Aizpurua ANV no se plegó a las solicitudes de ESB y LAIA de dejar HASI fuera de la coalición; por lo que contribuyó de manera sustancial a la creación de una Herri Batasuna, básicamente controlada por HASI y KAS, que en los años siguientes sería abandonada por ESB y LAIA, y donde la propia ANV tendría un papel secundario.
Poco después de su elección como secretario general, Aizpurua sería detenido y retenido durante unas horas por la Policía en una redada contra HASI. El propio Aizpurua sería miembro de la Mesa Nacional de Herri Batasuna, elegida en 1979.
En 1980 es elegido parlamentario vasco por Vizcaya como candidato de la coalición Herri Batasuna. ANV era públicamente partidario de participar en las instituciones políticas vascas, pero esta opinión chocaba con la corriente mayoritaria de la coalición, lo que provocó ciertas tensiones entre partido y coalición.
En octubre Aizpurua renuncia a su puesto como parlamentario, siendo sustituido por el sindicalista José Luis Cereceda.
En 1981 cesa como secretario general de ANV y miembro de la Mesa Nacional. En 1982, desencantado, abandona complementamente la política. Actualmente es crítico con la lucha armada de ETA. 
Desde entonces se dedica profesionalmente al marketing. Escribe en sus ratos de ocio y ha publicado un libro: Quo vadis Euskalherria? (1998), un ensayo sobre el vasquismo.